# Jan Camerlynck
Jan van de Camere, alias Camerlynck (Hondschoote, ca. 1528 – Ieper, 20 november 1568) was een kapitein van de bosgeuzen in het Vlaamse Westkwartier. Zijn terechtstelling maakte na twee jaar van geweld een einde aan de activiteiten van de bosgeuzen in die streek.

## Leven
Camerlynck, de zoon van een zekere Franchoys, was een saaiwerker in Hondschoote. Hij trouwde er en ging zich met zijn vrouw in Brugge vestigen. Na het overlijden van zijn echtgenote en hun tienjarige zoon in 1561/62 aan de pest, keerde hij terug naar het Westkwartier. Omstreeks die periode moet hij ook gestopt zijn met naar de eucharistie en de biecht te gaan, vanwege zijn overgang naar het calvinisme. 
In 1566 was hij bij de eersten die hagenpreken bijwoonden. Op vraag van het consistorie van Hondschoote werd hij lijfwacht van de predikant Sebastiaan Matte. Camerlynck assisteerde hem, gewapend met een hellebaard, tijdens de openingsakte van de Beeldenstorm op 10 augustus in Steenvoorde. In de nacht van 15 op 16 augustus was hij onder het dertigtal Hondschotenaren dat het zwaarbewaakte Ieper wist binnen te dringen om er beelden te breken. Vervolgens voerde hij een troep aan die hetzelfde deed in Diksmuide. In Brugge liep het fout: Camerlynck werd gevangen gezet, wat hem er wellicht voor behoedde mee tenonder te gaan met het leger van Jan Denys. Hij kreeg genade en kwam weer op vrije voeten. 
Rond 3 januari 1567 was hij terug in zijn geboortestreek. Hij bracht enkele overlevenden van Wattrelos naar Grevelingen en bezocht voortvluchtigen in Calais. In maart plunderde hij met 25 à 30 man het huis van de pastoor van Steenwerck. Daarna vergezelde hij Matte via Engeland naar Hendrik van Brederode in Vianen. Na vier maanden dienst en een tijdje in Wezel keerde Camerlynck terug naar Hondschoote. Hij werd door de consistories van Londen en Sandwich uitgekozen om de weg vrij te maken voor een invasie. De taak van Camerlynck bestond eruit een groep te leiden die het Westkwartier zou zuiveren en in beroering brengen ter voorbereiding van de eigenlijke invasie door Engelse ballingen en Franse hugenoten. De Brugse edelman Jacob van Heule was een belangrijke schakel in dit plan. In september verscheen hij echter niet in het Sint-Sixtusbos bij Poperinge, waarna hij in Boulogne het bevel overdroeg aan Camerlynck. De eigenlijke terreurcampagne kwam op gang nadat Camerlynck in Hondschoote was opgezocht door Pieter Waels.
Van november 1567 tot februari 1568 gingen de bosgeuzen van Camerlynck over tot mishandeling en uitmoording van priesters en gerechtsdienaren. Na oorsnijdingen van priesters op 22 en 28 november in resp. Houtkerke en Oostkappel, doodden de bosgeuzen op 3 december drie gerechtsdienaren in een vuurgevecht. Ze legden de kerk van Steenwerck in de as en brachten de pastoor van Houtkerke een tweede bezoek dat hem het leven kostte. Op 8 januari overvielen en vermoordden ze nog eens zeven of acht gerechtsdienaren in Roesbrugge. Voor verdere escalatie zorgde een actie onder Camerlyncks leiding op 11 januari 1568, toen een groep bosgeuzen de pastoor, de onderpastoor en de koster van Reningelst gijzelde. Ze plunderden de kerk en trokken beladen met de kerkschatten via Loker naar Dranouter, waar ze eveneens de pastoor gevangen namen en de kerk in brand staken. De rooftocht ging verder langs Kemmel, Nieuwkerke, Niepkerke en terug Nieuwkerke, waar het drietal uit Reningelst na een schijnproces werd verminkt en geëxecuteerd. Ook op 27 januari hielden Camerlyncks bosgeuzen een bloedige strooptocht door het land. 
Hun guerrilla wist geen algemene opstand te ontketenen en ontaardde bij momenten in banditisme tegen particulieren, zoals Joos Wouters en Pieter Temmerman ondervonden. Wat het invasieplan echter definitief fnuikte, was de arrestatie van de edelman Hannescamps op 9 februari. Hij bekende onder tortuur, waardoor de autoriteiten tegenmaatregelen konden treffen. Zonder steun waren de 80 à 90 bosgeuzen van Camerlynck geen partij voor de soldaten van Rasseghem. Camerlynck bracht zich met zes man in veiligheid in Boulogne en stak na een tweetal weken over naar Engeland, waar hij enige maanden bleef.
Op 20 september 1568 landde Camerlinck met zestien gezellen in Oostende, met de bedoeling het eerdere plan van terreur en invasie te hernemen. Na afspraak te hebben gemaakt over een week op het kerkhof van Kaaster, doken ze onder in hun geboortestreek. Bendelid Jacques Ebrecht werd op 25 september te Loker aangehouden en sloeg twee dagen later door onder tortuur. Zodoende waren de autoriteiten net op tijd om Camerlynck en twaalf bendeleden te verrassen in Kaaster. Na een hevig gevecht werden ze ingerekend. Op 2 oktober opende het proces voor de vierschaar van Ieper. Tijdens uitgebreide verhoren, met de nodige foltering, gaf Camerlynck blijk van ontgoocheling in zijn opdrachtgevers, door wie hij zich bedrogen voelde. De bosgeuzen ondernamen een vergeefse poging om hem en zijn kompanen uit de gevangenis te bevrijden. Op 20 november aanhoorde hij zijn gruwelijke doodvonnis. Hij werd op de Grote Markt de oren afgesneden, gemerkt met een gloeiende tang en gegeseld. Vervolgens werd hij op het schavot gebonden met boven zijn hoofd een ketel brandende pek die op zijn lichaam druppelde en een klein vuur aanstak dat hem levend verbrandde.